# シェリー・ロング
シェリー・ロング（Shelley Long、1949年8月23日 - ）は、アメリカ合衆国インディアナ州生まれの女優である。

## 来歴
人気シチュエーション・コメディの『チアーズ』の出演などで知られるロングは、1949年にインディアナ州フォートウェインに生まれる。両親とも教師の家庭で、活発な女の子として高校では弁論チームにも所属していた。地元の高校を卒業後は、ノースウェスタン大学へ進学。しかし卒業を間近にモデルの仕事と女優としての仕事を優先するために中退している。ちなみにシカゴエリアにおいてはテレビ・コマーシャルなどへも出演した。
1975年にロングは、即興コメディ劇団の『セカンド・シティ』へ所属。在籍中は演技以外でも脚本の執筆やプロデュースなどにも携わっていた。しばらくして徐々に映画やテレビドラマなどへも出演し始め、コメディエンヌとしての才能を発揮した。テッド・ダンソン、カースティ・アレイら共演の人気シチュエーション・コメディ『チアーズ』への出演でも知られており、エミー賞とゴールデングローブ賞の両方を受賞した。

## 出演作品

### 映画
- A Small Circle of Friends (1980)
- おかしなおかしな石器人 Caveman (1981)
- ラブ IN ニューヨーク Night Shift (1982)
- 爆笑!?恋のABC体験 Losin' It (1982)
- ペーパー・ファミリー Irreconcilable Differences (1984)
- マネー・ピット Money Pit (1986)
- うるさい女たち Outrageous Fortune (1987)
- ハロー・アゲイン Hello Again (1987)
- ガールスカウト・ビバリーヒルズ版 Troop Beverly Hills (1989)
- 恋のためなら Don't Tell Her It's Me (1990)
- ベイビーバンク Frozen Assets (1992)
- ゆかいなブレディ一家/我が家がイチバン The Brady Bunch Movie (1995)
- ゆかいなブレディー家/トラブルinハワイ A Very Brady Sequel (1996)
- Dr.Tと女たち Dr T and the Women (2000)

### テレビドラマ
- ラブ・ボート The Love Boat (1978)
- クラッカー・ファクトリー The Cracker Factory (1979)
- Dr. トラッパー Trapper John, M.D. (1979)
- マッシュ M*A*S*H (1980)
- 超人ハルク Incredible Hulk (1981)
- チアーズ Cheers (1982-1993)
- そりゃないぜ!? フレイジャー Frasier (1994-2001)
- 新スーパーマン Lois & Clark: The New Adventures of Superman (1995)
- TVキャスター マーフィー・ブラウン Murphy Brown (1995, 1996)
- サブリナ Sabrina, the Teenage Witch (1998)
- Dr.マーク・スローン Diagnosis Murder (1998)
- ボストン・リーガル Boston Legal (2005)
- モダン・ファミリー Modern Family (2009-2012) 計3話出演

### テレビアニメ
- シェリー・デュヴァルのベッドタイム・ストーリー Shelley Duvall's Bedtime Stories (1993)